# Bodo Tümmler
Bodo Tümmler (ur. 8 grudnia 1943 w Toruniu) – niemiecki lekkoatleta, średniodystansowiec, mistrz Europy i medalista olimpijski. W czasie swojej kariery reprezentował Republikę Federalną Niemiec.

## Kariera sportowa
Zwyciężył w biegu na 1500 metrów (przez Andym Greenem z Wielkiej Brytanii i  Zbigniewem Wójcikiem z Polski) na uniwersjadzie w 1965 w Budapeszcie oraz w finale pucharu Europy w 1965 w Stuttgarcie (wyprzedzając Jeana Wadoux z Francji i Jürgena Maya z Niemieckiej Republiki Demokratycznej). 
Zdobył złoty medal na tym dystansie (wyprzedzając Michela Jazy’ego z Francji i swego kolegę z reprezentacji RFN Haralda Norpotha) oraz brązowy medal w biegu na 800 metrów (za Manfredem Matuschewskim z NRD i Franzem-Josefem Kemperem z RFN) na mistrzostwach Europy w 1966 w Budapeszcie.
Ponownie zwyciężył w biegu na 1500 metrów (wyprzedzając Dave’a Baileya z Kanady i Gianniego Del Buono w Włach), a także zdobył brązowy medal w biegu na 800 metrów (za Ralphem Doubellem z Australii i Franzem-Josefem Kemperem na uniwersjadzie w 1967 w Tokio. Zajął 2. miejsce w biegu na 1500 metrów  finale pucharu Europy w 1967 w Kijowie, za Manfredem Matuschewskim, a przed Olegiem Rajko z ZSRR.
13 czerwca 1968 w Fuldzie ustanowił rekord świata w sztafecie 4 × 880 jardów czasem 7:14,6 (sztafeta biegła w składzie: Tümmler, Walter Adams, Norpoth i Kemper).
Zdobył brązowy medal w biegu na 1500 metrów na igrzyskach olimpijskich w 1968 w Meksyku, przegrywając jedynie z Kipchoge Keino z Kenii i Jimem Ryunem ze Stanów Zjednoczonych. Na kolejnych igrzyskach olimpijskich w 1972 w Monachium odpadł w półfinale tej konkurencji.
Siedmiokrotnie zdobywał mistrzostwo RFN w biegu na 1500 metrów (w latach 1965–1969 i 1971–1972), a w 1964 był trzeci. Był również mistrzem swego kraju w sztafecie 3 × 1000 metrów w 1964 i 1965 oraz w sztafecie 4 × 800 metrów w 1972. W hali był mistrzem RFN w biegu na 1500 metrów w 1965.
Trzykrotnie poprawiał rekord RFN do wyniku 3:36,5, uzyskanego 10 lipca 1968 w Kolonii.
Pozostałe rekordy życiowe Tümmlera:
- bieg na 800 metrów – 1:46,3 (4 września 1966, Budapeszt)
- bieg na 1000 metrów – 2:16,5 (21 września 1966, Hanower)
- bieg na milę – 3:53,8 (22 sierpnia 1968, Karlskrona)
- bieg na 2000 metrów – 5:09,2 (10 września 1966, Hagen)
- bieg na 5000 metrów – 13:49,6 (11 czerwca 1968, Sztokholm)

Reprezentował klub SC Charlottenburg.